# Achterwaartse integratie
Achterwaartse integratie is een vorm van verticale integratie waarbij een bedrijf de productie van zijn grondstoffen of producten overneemt.
Vaak wordt dit begrip gebruikt indien een handelsmaatschappij ook de industriële activiteiten overneemt die leiden tot de producten die door die maatschappij zijn verkocht. Dit gebeurt meestal nadat er een toenemende wederzijdse afhankelijkheid is ontstaan. Ahrend en R.S. Stokvis zijn voorbeelden hiervan.
Ook kan gebeuren dat een fabrikant van producten de fabricage van grondstoffen integreert in zijn bedrijf. De stalen-buizenfabriek Mannesmann had bijvoorbeeld in het verleden de beschikking over eigen staalfabrieken en ijzerertsmijnen.